# Fenómeno entóptico
En oftalmología, el fenómeno entóptico se caracteriza por la estimulación visual cuya fuente son los ojos mismos, por ejemplo, la visión de los vasos o glóbulos sanguíneos oculares, que circulan en el cuerpo vítreo del ojo.

## Ejemplos de fenómenos entópticos
- Fosfenos, manchas luminosas originadas por la estimulación mecánica de los ojos, especialmente al frotar los párpados con bastante presión.
- Miodesopsias o moscas voladoras, afección ocular que se manifiesta como un conjunto de manchas, puntos o filamentos (a menudo en forma de telaraña) suspendidos en el campo visual.
- Fenómeno entóptico del campo azul, aparición de pequeños puntos brillantes moviéndose rápidamente a lo largo de líneas onduladas en el campo visual, sobre todo cuando se mira hacia una luz azul brillante como la del cielo.